# Chris Terrio
Christopher Terrio (Nova Iorque, 31 de dezembro de 1976) é um diretor e roteirista norte-americano, mais conhecido por escrever o filme Argo. Ele é mais conhecido por escrever o roteiro do filme Argo (2012), de Ben Affleck, pelo qual ganhou o Oscar de melhor roteiro adaptado.
Terrio escreveu o roteiro de Batman v Superman: Dawn of Justice, com base em um rascunho anterior de David S. Goyer, e co-escreveu Liga da Justiça, ambos dirigidos por Zack Snyder, para a Warner Bros. Ele também completou um roteiro intitulado A Foreigner. Terrio co-escreverá o roteiro de Star Wars: Episódio IX com o diretor J. J. Abrams.

## Biografia
Terrio nasceu em Staten Island, Nova Iorque, Nova Iorque, em uma família católica. Em 1997 ele se formou na Universidade Harvard, tendo estudado litetarura norte-americana e inglesa. Terrio então estudou na Universidade de Cambridge, e conseguiu seu mestrado em 2002 na Escola de Artes Cinematográficas da Universidade do Sul da Califórnia.
Em 2002, para conseguir seu mestrado, ele escreveu, dirigiu, produziu e editou o curta-metragem Book of Kings. Em 2005 ele dirigiu seu primeiro longa-metragem, Heights. Cinco anos depois, Terrio dirigiu o episódio "I Look Like Frankenstein" da série de televisão Damages. Em 2012, ele escreveu o filme Argo. Por Argo, ele foi indicado ao Golden Globe Award de Melhor Roteiro e o BAFTA de Melhor Roteiro Adaptado, vencendo o prêmio do sindicato dos roteiristas e o Oscar de Melhor Roteiro Adaptado.

## Filmografia
| Ano  | Filme                              | Diretor | Roteirista | Produtor  | Notas                                                                     |      |         |     |     |  |  |
| ---- | ---------------------------------- | ------- | ---------- | --------- | ------------------------------------------------------------------------- | ---- | ------- | --- | --- |  |  |
| Ano  | Filme                              | Diretor | Roteirista | Produtor  | Notas                                                                     | 2005 | Heights | Sim | Sim |  |  |
| 2010 | Damages                            | Sim     |            |           | Série de TV; Episódio "I Look Like Frankenstein"                          |      |         |     |     |  |  |
| 2012 | Argo                               |         | Sim        |           | Ganhou o Oscar de melhor roteiro adaptado                                 |      |         |     |     |  |  |
| 2016 | Batman v Superman: Dawn of Justice |         | Sim        |           | Co-roteirista com David S. Goyer                                          |      |         |     |     |  |  |
| 2017 | Liga da Justiça                    |         | Sim        | Executivo | Co-roteirista com Joss Whedon; Argumento co-escrito com Zack Snyder       |      |         |     |     |  |  |
| 2019 | Star Wars: The Rise of Skywalker   |         | Sim        |           | Co-roteirista com J. J. Abrams                                            |      |         |     |     |  |  |
| 2021 | Zack Snyder's Justice League       |         | Sim        | Executivo | Corte do diretor de Liga da Justiça; Argumento co-escrito com Zack Snyder |      |         |     |     |  |  |